# Barna Béla (újságíró)
Barna Béla (Gyöngyös, 1974. július 2. –) turisztikai újságíró, fotós, főiskolai tanársegéd.

## Élete
Barna Béla 1974. július 2-án született Gyöngyösön, Barna Béla és Túri Julianna gyermekeként. Az általános iskolát Adácson (1980-88), a középiskolát pedig Egerben, a Gárdonyi Géza Gimnáziumban végezte (1988-1992). Harmadikos gimnazista kora óta, 1991-től a Turista Magazin munkatársa. Egyetemi tanulmányait a Szegedi Tudományegyetem (akkoriban: szegedi József Attila Tudományegyetem) Természettudományi Karán mint földrajz szakos, illetve a Bölcsészettudományi Karán mint kommunikáció szakos hallgató folytatta (1992–1997).

## Szakmai munkássága[1]
1993–1995 között a Szegedi Egyetem, 1995–1996 között a Szegedi Napló és a Reggeli Délvilág (Csongrád megyei napilapok), 1998–1999 között a Heves Megyei Nap című napilapoknál dolgozott újságíróként.
1999-től az egri Eszterházy Károly Főiskola Kommunikáció- és Médiatudományi Tanszékén mint főiskolai tanársegéd – egyéb tantárgyak mellett – a világ gazdasági és kulturális földrajzát, sajtófotót, lapszerkesztést oktat, valamint Turisztikai újságírás címmel szabadon választható speciális kollégiumot tart. Kutatási területe: turizmus és sajtótörténet.
1999–2009 között az egri főiskola lapjának, a Líceumi Palettának a főszerkesztője volt. 2013 óta az Eszterházy Károly Főiskola Történelemtudományi Doktori Iskola doktorandusza.
Több kontinens 77 országában járt, ezekről az utazásairól rendszeresen publikál különböző utazási magazinokban, jelenleg a HTM (Hegyisport és Turista Magazin) cikkírója. Utazási témájú fotói kiállításon 2002-ben jelentek meg először („Tengerszinttől a hegycsúcsokig”, csoportos kiállítás) a Rákoshegyi Közösségi Házban. Első önálló kiállítása 2013 novemberében az egri Bródy Sándor Megyei Könyvtárban volt.

## Magánélete
1998-ban nősült meg, felesége Barnáné Fekete Mónika középiskolai magyar- és angoltanár. Két gyermekük van: Borbála (2000) és Boldizsár (2003).

## Művei[2]
- Eger földrajza és Eger mezőgazdasága c. fejezetek az Eger a XXI. században című könyvben. CEBA Kiadó, Budapest, 2001, p. 19–31, ill. p. 69–80., valamint ugyanitt 130 fotó a városról
- Ludas története. Falumonográfia. Cinóber Kiadó, Eger, 2001. (második, átdolgozott kiadás), p. 102
- A Bükk hegység kutatói, 2002 – in: A Bükki Nemzeti Park (szerkesztette: Baráz Csaba), BNP Igazgatóság, Eger, 2002, p. 551–563
- Az Alacsony-Tátra. Kornétás Kiadó, Budapest, 2014.
- Tematikus utak Szlovákiában. Kornétás Kiadó, Budapest, 2017. (Pusztay Sándorral közösen)
- Grúzia és a Kaukázus. Kornétás Kiadó, Budapest, 2017.
- A Kis- és a Nagy-Fátra Túrakaluz. Kornétás Kiadó, Budapest, 2019. (Pusztay Sándorral közösen)
- Eger és környéke - Mátra, Bükk, Tisza-tó - Túrakalauz, Kornétás Kiadó, Budapest, 2020.